# Rogers Head
Das Rogers Head ist eine markante Landspitze an der Nordküste der Insel Heard. Sie bildet den nördlichen Ausläufer der Azorella-Halbinsel zwischen der Atlas Cove und der Corinthian Bay.
Benannt ist das Kap nach der Familie Rogers aus New London, Connecticut, insbesondere nach Kapitän James H. Rogers, Schiffsführer der Brigg Zoe, und deren Erster Maat Henry Rogers, der im Jahr 1856 eine Mannschaft anführte, die als erste Menschen auf Heard überwinterten. Der Name erscheint auf Kartenmaterial, das US-amerikanische Robbenjäger anfertigten.